# Acacia impressa
Acacia impressa är en ärtväxtart. Acacia impressa ingår i släktet akacior, och familjen ärtväxter. Utöver nominatformen finns också underarten A. i. tortuosa.